# Marmorino
Marmorino, auch Stucco veneziano ist ein mineralischer Kalkputz für Kalkpresstechniken, besonders zur Herstellung von Stuckmarmor. Auch lassen sich Abbildungen damit realisieren.

## Geschichte
Marmorino-Verfahren waren bereits in der Römerzeit, möglicherweise früher, bekannt. In Pompeji sind Beispiele erhalten.
Die Technik als künstlerische Fertigkeit wurde in Europa während der Renaissance durch verschiedene Kunstschulen kodifiziert. Die italienische Schule war mehr abstrakt, während die französische Schule eher formal und realistisch war. Im Allgemeinen musste eine 10-jährige Ausbildung absolviert werden.

## Material in der modernen Zeit
Der venezianische Stucco ist eine Fertigungstechnik; hierbei werden mit einer Glättkelle drei Schichten auf einer glatten Oberfläche aufgetragen.
Marmorino ist eine Mischung aus Löschkalk und gemahlenem Marmor; es wird unter verschiedenen Namen gehandelt (Auswahl): Stucco veneto, Calce rasata, Stucco veneziano, Grassello di calce, Stucco antico, Stucco lustro, Marmo antico und Spatula, wobei Bezeichnungen wie "Stucco lustro" eigentlich die Technik und nicht das Material benennen.

## Verarbeitung
Den Effekt (glatt und glänzend) erhält man durch das Abspachteln von zwei bis drei Schichten auf Kalkunterputz oder Marmorino mit einer Venezianer Kelle. Die Trocknungszeit beträgt für die erste Schicht ca. 12 Stunden, für die zweite Schicht ca. 1 bis 4 Stunden je nach Temperatur. Danach wird die dritte Schicht gespachtelt und mit einer Glättkelle verpresst.
Der feinkörnige Marmorstaub füllt in der Spachtelmasse die Hohlräume zwischen den gröberen Körnern des Kalks. Durch wiederholtes Verpressen mit der Glättkelle erhält man den gewünschten Glanz und eine hohe Dichtigkeit.
Im letzten Schritt und zur Pflege wird die Oberfläche zum Schutz vor Wasserspritzern und zum Erzielen eines hohen Glanzes mit natürlichen Wachsen oder Seifen poliert.
- Seife besteht aus neutraler Marseiller Seife, die in Kalksinterwasser gelöst und gekocht wird. Diese Seife wird mit Pflanzenöle vermischt als Paste zum Schutz und zur Pflege feiner und glatten Kalkoberflächen, ohne das Gesamtbild zu verfälschen, angewandt.
- Wachse werden angewandt, um feine und glatte Oberflächen gegen Verschmutzungen und Feuchtigkeitsaufnahme zu schützen und den Glanz zu erhöhen. Sie bestehen aus natürlichen Wachsen, reinem Bienenwachs und Marseiller Seife.